# Live! - Blond Ambition World Tour 90
Live! – Blond Ambition World Tour 90 è il video ufficiale della tournée Blond Ambition Tour della cantautrice statunitense Madonna registrato durante l'ultima data, realizzata a Nizza, Francia, il 5 agosto 1990 allo Stade de l'Ouest.
In contemporanea alla registrazione fu trasmessa via satellite negli Stati Uniti dal canale TV HBO (con inquadrature differenti rispetto alla versione ufficiale su Laserdisc), che ne produsse, anche un piccolo special di circa 20 minuti trasmesso solo in quell'occasione.
Il video è disponibile solo nel formato Laserdisc da Pioneer, che detiene i diritti parziali dell'intero tour.
Nel 1991 il video si è aggiudicato un Grammy Award nella categoria "Miglior lungometraggio musicale".

## Tracce
1. Everybody (Dance Intro)
2. Express Yourself
3. Open Your Heart
4. Causing a Commotion
5. Where's the Party
6. Like a Virgin
7. Like a Prayer
8. Live to Tell
9. Oh Father
10. Papa Don't Preach
11. Sooner or Later
12. Hanky Panky
13. Now I'm Following You
14. Material Girl
15. Cherish
16. Into the Groove
17. Vogue
18. Holiday
19. Family Affair/Keep It Together

## Produzione
- Regia: David Mallet
- Produttore: Anthony Eaton
- Produttore esecutivo: Freddy De Mann
- Direttore Artistico: Christopher Ciccone
- Coreografo: Vince Patterson
- Assistente coreografo: Kevin Alexander Stea